# Bãi biển Cửa Lò
Bãi biển Cửa Lò là một trong những bãi biển đẹp ở Bắc Trung Bộ Việt Nam. Bãi biển này thuộc Thành phố Vinh, tỉnh Nghệ An, cách trung tâm thành phố Vinh 16 km về phía Đông Bắc, cách thủ đô Hà Nội 288 km, và cách Thành phố Hồ Chí Minh 1402 km. Cửa Lò cũng được nối với Lào và Bắc Thái Lan bởi Quốc lộ 8 và cách Viêng Chăn thủ đô của Lào 468 km.
Đây là nơi hai con sông đổ ra biển:đó là sông Cấm ở phía Bắc và sông Lam ở phía Nam. Nơi đây có một bờ biển dài 12 km, trong đó hơn 8 km liên tục là bãi biển là cát trắng, phẳng mịn. Nơi đây có 3 hòn đảo, trong đó có Đảo Lan Châu nằm sát bờ; Đảo Mắt và Đảo Ngư (Song Ngư) là 2 hòn đảo xa bờ. 
Mùa du lịch chính thường được khai trương vào dịp 30/4 và 1/5 hàng năm bằng Lễ hội Sông nước Cửa Lò với nhiều hoạt động văn hóa dân gian đặc sắc cùng với tiết mục bắn pháo hoa, mùa du lịch kết thúc vào cuối tháng 9. Hiện nay, Cửa Lò đang nghiên cứu xúc tiến loại hình dịch vụ nghỉ đông.
Khách du lịch đến với bãi biển này năm 2010 đạt 1 triệu 850 nghìn lượt (trong đó có 3000 lượt khách quốc tế)